# Carlos IV a caballo
Carlos IV a caballo  es un óleo del pintor español Francisco de Goya que representa al monarca español Carlos IV de Borbón.

## Las circunstancias del levantamiento
Carlos III, rey de España, en cuya corte trabajaba Goya, murió en 1788. Su hijo mayor, el príncipe Carlos (1748-1819), pasó a ocupar el trono español como Carlos IV. El nuevo monarca también valoró las obras de Goya y, como su padre, lo nombró pintor de cámara.
La pintura se realizó entre junio de 1800 y julio de 1801. Es un pendant o pareja del de la La reina María Luisa a caballo, también en la colección del Prado. Los cuadros estaban destinados a la sala representativa del Palacio Real de Madrid, donde Carlos IV comía en presencia de dignatarios extranjeros. Allí colgaron, entre otros retratos ecuestres de gran formato de Velázquez (Felipe IV a caballo) y Tiziano (Carlos V a caballo en Mühlberg) que representan a los gobernantes de España de la dinastía Habsburgo que gobernó hasta finales del siglo XVII. La dinastía borbónica, en la que nació Carlos IV, se encontraba en una situación precaria tras el derrocamiento de su rama francesa en la Revolución Francesa. Al comparar los retratos de ambas dinastías, quisieron enfatizar la continuidad de la monarquía española frente a la amenaza.
Para mejorar las relaciones diplomáticas con Francia, Carlos IV encargó, a través de su embajador, un retrato ecuestre de Napoleón (Napoleón cruzando el paso de San Bernardo en 1800) al pintor jefe de la Francia revolucionaria, Jacques-Louis David. Además, se enviarían a París retratos de cuerpo entero de los monarcas con trajes de gala.

## Descripción
Carlos IV viste el uniforme azul oscuro de coronel de la Guardia de Corps. En su pecho hay una cinta azul y blanca y una gran cruz de la Orden de Carlos III, la cinta roja de la Orden napolitana de San Jenaro, y debajo la cinta azul de la Orden francesa del Espíritu Santo. La Orden del Toisón de Oro, de la que era gran maestre, cuelga de su cuello con una cinta roja. También lleva los símbolos de las cuatro órdenes caballerescas españolas: Calatrava, Montesa, Alcántara y Santiago.

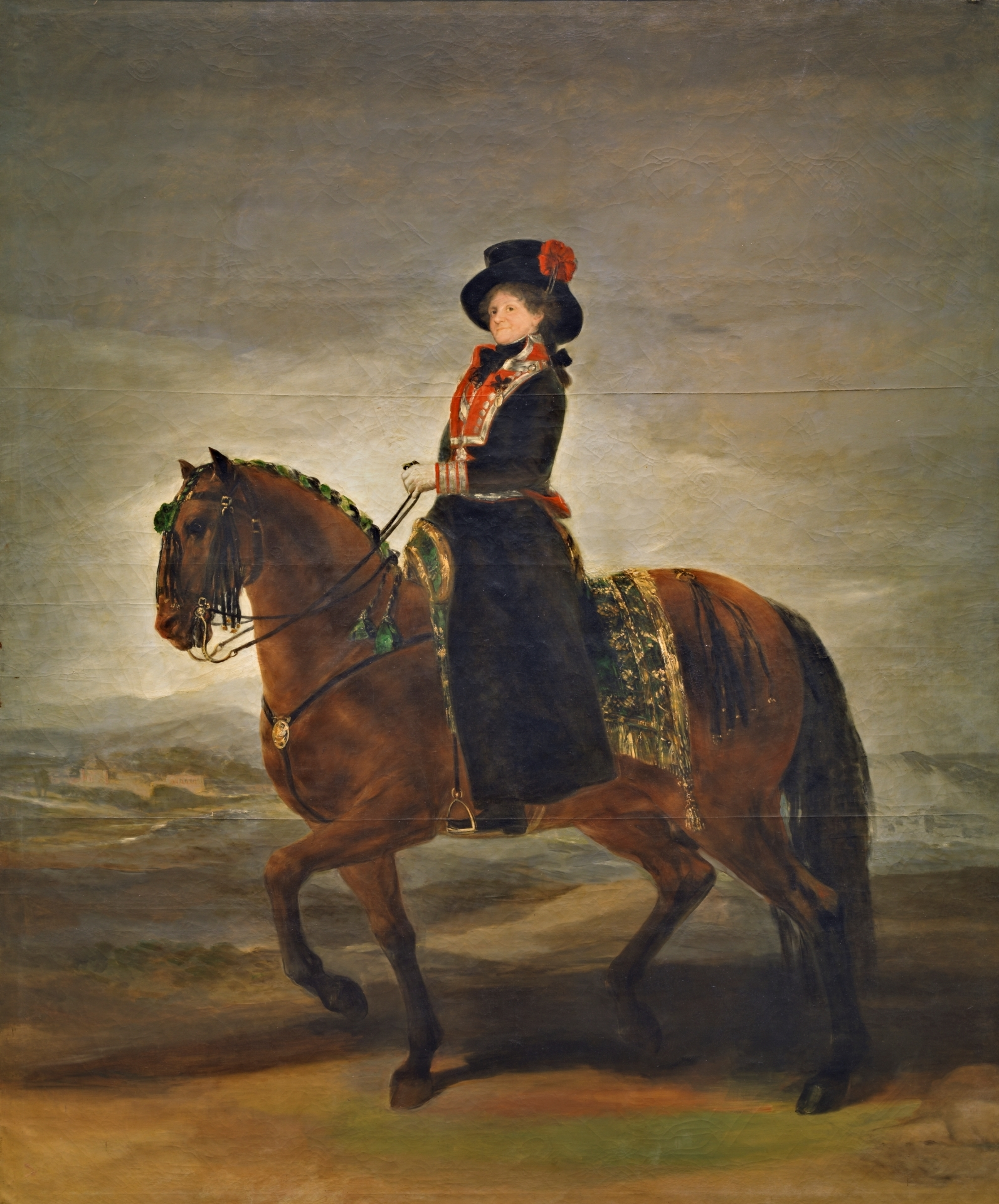
La reina María Luisa a caballo.

Goya se inspiró en los retratos ecuestres de las reinas Margarita de Austria e Isabel de Borbón de Velázquez. Conocía bien estas obras, porque en 1778 realizó dibujos y grabados a partir de ellas. Así, se apartó de la tradición de los retratos ecuestres sobre un caballo encabritado, que simboliza el poder y la autoridad, en favor de un ejemplar majestuoso y pacífico. También se le pidió al pintor que retratara a los caballos reales. A pesar de estar inspirados en Velázquez, los caballos de Goya son más dinámicos que los de las pinturas del maestro barroco. Como en el caso del Retrato de María Teresa de Vallabriga a caballo Goya tuvo dificultades  con las proporciones del equino: los errores son visibles en el tamaño similar de las patas delanteras y traseras del corcel real. Para evitar que el color de la tierra se mezcle con las patas del caballo, Goya añadió una línea plateada en el terreno que probablemente sugiera un río a lo lejos.
El fondo montañoso de la Sierra de Guadarrama también está inspirado en Velázquez. La silueta del monarca se destaca sobre el cielo nublado y tormentoso, y su rostro refleja su carácter bondadoso.

## Procedencia
El cuadro fue expuesto en el Palacio Real de Madrid. Junto con parte de la colección real, se incluyó en la colección del Museo del Prado.